# Liscarroll
Liscarroll (iriska: Lios Cearúill) är en ort i republiken Irland.   Den ligger i grevskapet County Cork och provinsen Munster, i den sydvästra delen av landet, 210 km sydväst om huvudstaden Dublin. Liscarroll ligger 149 meter över havet och antalet invånare är 230.
Terrängen runt Liscarroll är platt. Runt Liscarroll är det ganska glesbefolkat, med 21 invånare per kvadratkilometer. Närmaste större samhälle är Mallow, 17,2 km sydost om Liscarroll. Trakten runt Liscarroll består i huvudsak av gräsmarker.